# Formica grandis
Formica grandis é uma espécie de formiga do gênero Formica, pertencente à subfamília Formicinae.